# Municipio de Sandnes
El municipio de Sandnes (en inglés: Sandnes Township) es un municipio ubicado en el condado de Yellow Medicine en el estado estadounidense de Minnesota. En el año 2010 tenía una población de 199 habitantes y una densidad poblacional de 2,13 personas por km².

## Geografía
El municipio de Sandnes se encuentra ubicado en las coordenadas 44°40′00″N 95°41′9″O / 44.66667, -95.68583. Según la Oficina del Censo de los Estados Unidos, el municipio tiene una superficie total de 93.6 km², de la cual 93,6 km² corresponden a tierra firme y (0,01 %) 0,01 km² es agua.

## Demografía
Según el censo de 2010, había 199 personas residiendo en el municipio de Sandnes. La densidad de población era de 2,13 hab./km². De los 199 habitantes, el municipio de Sandnes estaba compuesto por el 95,98 % blancos, el 0,5 % eran amerindios, el 3,52 % eran de otras razas. Del total de la población el 3,52 % eran hispanos o latinos de cualquier raza.